# AZI a.k.a. 橋本悠一郎
AZI a.k.a. 橋本悠一郎（アジ エーケーエー はしもとゆういちろう、本名：橋本 悠一郎（はしもと　ゆういちろう）、1981年3月8日 - ）は、日本のグラフィティアーティスト。
東京都出身。東京造形大学在学中に、アーク溶接免許、学芸員免許を取得。血液型は、O型。身長186cm。缶スプレーを使ってライヴペイントを行う。WACOM社製のタブレットを使ってのライヴペイントを行う。モデル、俳優としても活動。

## 人物・来歴
- 2003年、大学在学中より、グラフィティアーティストとして活動を開始。
- モデル、俳優としては、第1回BiDaN主催『美男子グランプリ大会』グランプリでデビュー。
- 元々本名の「橋本悠一郎」としてモデル、俳優として活動していたが、「AZI」としての活動がメインになったため、「AZI a.k.a. 橋本悠一郎」に改名した。

## 作品
- 武田豊樹 ヘルメットデザイン・ペイント
- LINE Creators Marketより、AZIデザインのLINEスタンプ「Bello Bunny 〜ベロバニー〜」が発売
- UVERworld公式ファンクラブ スマートフォン用待受デザイン
- Aqua Timez 太志ソロツアー「ひなたにユメを散らかして TOUR 2014」オフィシャルグッズデザイン
- アパレルブランド「M」よりAZI by M Tシャツ、iPhoneケース発売
- 「ハローキティ」40周年記念「AZI×ハローキティ」ボクサーパンツが3RDWAREより発売
- 造形社 月刊カスタムバーニング2013年8月号表紙バイクデザイン・モデル衣装ペイント
- スマフォミーより、AZI a.k.a. 橋本悠一郎オリジナルiPhone5ケース発売
- 世界エイズデー 2012 アート「AZI a.k.a. 橋本悠一郎 × オカモトコンドーム」コラボレーション
- AZI a.k.a. 橋本悠一郎オリジナルiPhoneケース発売
- 竹内択 ヘルメットデザイン
- 3RDWARE「AZI a.k.a. 橋本悠一郎」モデル
- SoftBank「iPhone」キャンペーンにて、iPhone 4ケース「AZI a.k.a. 橋本悠一郎」モデル
- 映画「BECK」
- ブランド「swanky」とのコラボレーションで、新宿ルミネ、柏丸井、渋谷109などの、ショップトータルアート

### AKB48関連
- AKB48 氣志團万博 2014 ステージ衣装キャラクター・ロゴデザイン、ペイント
- AKB48「ギンガムチェック」MV 衣装ペイント、キャラクターデザイン、ボディペイント
- AKB48「AKB48 in 東京ドーム 〜1830mの夢〜」小嶋陽菜ステージ衣装ペイント
- AKB48「AKB48 紅白対抗歌合戦」大島優子ステージ衣装ペイント
- AKB48「AKB48 リクエストアワー セットリストベスト100 2013」大島優子ステージ衣装ペイント
- AKB48「AKB48 2013真夏のドームツアー」小嶋陽菜ステージ衣装ペイント
- AKB48「AKB48 2013真夏のドームツアー」チームAステージ衣装ペイント、ロゴデザイン
- AKB48「AKB48 2013真夏のドームツアー」チームBステージ衣装ペイント、ロゴデザイン
- AKB48「AKB48 2013真夏のドームツアー」大島優子ステージ衣装ペイント
- AKB48「恋するフォーチュンクッキー」カップリング曲「今度こそエクスタシー」MV 佐藤亜美菜 衣装ペイント
- AKB48「大島優子 卒業コンサート in 味の素スタジアム」大島優子、小嶋陽菜ステージ衣装ペイント
- AKB48「心のプラカード」C/W曲「ひと夏の反抗期」MV 藤江れいな着用ヘルメットペイント

## 出演

### フェス
- 2010年 SUNSET LIVE 2010
- 2010年 渚音楽祭 2010 東京・大阪
- 2011年 イナズマロックフェス 2011
- 2011年 インドフェスティバル 2011
- 2011年 旅祭 - World Journey Festa -
- 2012年 イナズマロックフェス 2012
- 2014年 StarFes.'14
- 2014年 mama fes 2014
- 2014年 イナズマロックフェス 2014
- 2014年 東京デザイナーズウィーク 2014 天才万博

- 2015年 かごしま国民文化祭 2015
- 2015年 ママフェスタ@KOBE 大丸 神戸店
- 2015年 KAZOKU FES. 2015
- 2015年 NT NIGHT 2015 @サンリオピューロランド
- 2015年 イナズマロックフェス 2015
- 2015年 mama fes 2015

### イベント
- First friday Harajuku vol.18 ユージとのコラボレーションライヴペイント出演

### TV
- TBS ドラマ30「ヤ・ク・ソ・ク」
- TBS/BS-i「恋する日曜日〜Baby Baby〜」
- TBS「こちら本池上署」（2004年） - 白石譲治　役
- TBS 月曜ミステリー劇場「探偵 左文字進 9」

### ラジオ
- TOKYO FM 80.0「シナプス (ラジオ番組)」（2012年10月25日） - 出演
- J-WAVE「ZAPPA」（2013年10月23日） - ゲスト出演

### 映画
- 「ホールドアップダウン」

### CF・Web
- Ameba Studio 「AZI a.k.a. 橋本悠一郎の楽描きSHOW!!」（2013年5月16日） - ゲスト：miyake(mihimaru GT)、石田順三(SunSet Swish)
- Webマガジン「SARUnet.com」 AZI a.k.a. 橋本悠一郎インタビュー掲載（2013年5月5日 - ）
- 「これからもずっと、想いをひとつに…STAND UP!JAPAN」（パーソナリティー：T.M.Revolution西川貴教） - 出演
- 電通PRデジタル Web CF - 出演
- Wacom製ペンタブレットIntuos5インタビュー掲載 【インタビュー】「アナログなクリエイターにこそIntuos5を使ってほしい」
- あっ!とおどろく放送局 AKIBA18エンタメTV
- 浜田ブリトニー【ぱねぇ!ch】 vol.24（2011年12月14日） - 出演
- FIAT
- グリコ「メンズポッキー」

ほか

### PV
- 2005年 175R「グラフィティ」PV - アートペイント・出演
- 2008年 映画「デトロイト・メタル・シティ」劇中歌K DUB SHINE「フロム N.Y. シティ」PV - アートペイント
- 2011年 日之内エミ「Catch Me!!!」PV - 友情出演
- 2012年 SOFFet「Marry Me」PV - 友情出演
- 2014年 BoA「Shout It Out」PV - アートペイント
- 2014年 DANCE EARTH PARTY「PEACE SUNSHINE」MV - アートペイント
- 2015年 サム・スミス「RESTART」日本版MV - 出演

### 広告
- 日産自動車
- 厚木市

ほか

### ショー
- ジーンズブランド「BLEULAB」出演モデルにボディペイント・ライヴペイント
- 東京コレクション「ベネトン」
- 東京コレクション「NIVETY」
- 表参道コレクション

ほか

### 雑誌
- 造形社 月刊カスタムバーニング2013年8月号表紙バイクデザイン・モデル衣装ペイント
- 造形社 月刊カスタムバーニング連載（2013年2月 - ）
- BiDaN
- FINEBOYS
- POPEYE
- Lightning
- SEDA
- with (雑誌)
- Boon (雑誌)
- smart (雑誌) HEAD
- JUNON

ほか